# Совет при президенте Российской Федерации по культуре и искусству
Совет при президенте Российской Федерации по культуре и искусству — консультативный орган при президенте Российской Федерации, созданный для информирования главы государства о положении дел в сфере культуры и искусства, обеспечения его взаимодействия с творческими объединениями, организациями культуры и искусства, представителями творческой интеллигенции, выработки предложений президенту Российской Федерации по актуальным вопросам государственной политики в области культуры и искусства.
Образован Указом президента Российской Федерации от 1 июля 1996 г. № 1010.
Положения о Совете утверждались Указами президента Российской Федерации от 14 октября 1996 г. № 1434, от 8 ноября 2001 г. № 1300 и от 30 августа 2004 г. № 1132.

## Основные задачи Совета
(в соответствии с Положением о Совете, утверждённым Указом президента Российской Федерации от 30 августа 2004 г. № 1132)
- выработка предложений президенту Российской Федерации по определению приоритетных направлений государственной политики в области культуры и искусства и мер, направленных на её реализацию;
- систематическое информирование президента Российской Федерации о положении дел в сфере культуры и искусства в России и за рубежом;
- проведение по поручению президента Российской Федерации экспертизы проектов федеральных законов и иных нормативных правовых актов по вопросам культуры и искусства и подготовка соответствующих предложений;
- рассмотрение вопросов, касающихся присуждения Государственных премий Российской Федерации в области литературы и искусства, и подготовка соответствующих предложений президенту Российской Федерации;
- выработка предложений президенту Российской Федерации по вопросам взаимодействия с творческими объединениями, организациями культуры и искусства, представителями творческой интеллигенции;
- обсуждение по предложению президента Российской Федерации иных вопросов, относящихся к сфере культуры и искусства и имеющих важное государственное значение.

## Состав Совета

### 1996 — 2001
Состав Совета:
1. Ельцин Борис Николаевич — президент Российской Федерации (председатель Совета)
2. Захаров Марк Анатольевич — художественный руководитель Московского театра «Ленком» (первый заместитель председателя Совета)
3. Велихов Евгений Павлович — вице-президент Российской академии наук (заместитель председателя Совета)
4. Лавров Кирилл Юрьевич — президент Международной конфедерации театральных союзов (заместитель председателя Совета)
5. Красавченко Сергей Николаевич — советник президента Российской Федерации (секретарь Совета)
6. Астафьев Виктор Петрович — писатель, член Союза российских писателей
7. Бакланов Григорий Яковлевич — писатель, член Союза писателей Москвы
8. Богданов Всеволод Леонидович — председатель Союза журналистов России
9. Быков Ролан Анатольевич — кинорежиссёр, президент Международного фонда развития кино и телевидения для детей и юношества («Фонд Ролана Быкова»)
10. Быстрицкая Элина Авраамовна — актриса Государственного академического Малого театра
11. Васильев Владимир Викторович — художественный руководитель — директор Государственного академического Большого театра России
12. Волчек Галина Борисовна — художественный руководитель Московского театра «Современник»
13. Гениева Екатерина Юрьевна — генеральный директор Всероссийской государственной библиотеки иностранной литературы
14. Гнедовский Юрий Петрович — председатель правления Союза архитекторов Российской Федерации
15. Дашкевич Владимир Сергеевич — композитор, председатель Международной ассоциации композиторских организаций
16. Иванов Вячеслав Всеволодович — доктор филологических наук
17. Искандер Фазиль Абдулович — писатель, член Союза писателей Москвы
18. Казенин Владислав Игоревич — председатель Союза композиторов Российской Федерации
19. Капица Сергей Петрович — доктор физико-математических наук
20. Карякин Юрий Фёдорович — писатель, сопредседатель Союза писателей Москвы
21. Кулиш Савва Яковлевич — кинорежиссёр, сопредседатель общественно-политической организации «Движение в защиту культуры»
22. Ливнев Сергей Давидович — кинорежиссёр, директор киностудии детских и юношеских фильмов имени М. Горького
23. Макаревич Андрей Вадимович — певец, композитор
24. Медведев Армен Николаевич — председатель Государственного комитета Российской Федерации по кинематографии, в соответствии с Указом президента Российской Федерации от 4 июня 1999 г. № 708 — президент Международного фонда развития кино и телевидения для детей и юношества «Фонд Ролана Быкова»
25. Михалков Никита Сергеевич — кинорежиссёр, председатель президиума Российского фонда культуры
26. Неизвестный Эрнст Иосифович — скульптор
27. Никулин Юрий Владимирович — директор Московского цирка на Цветном бульваре
28. Окуджава Булат Шалвович — писатель, член Союза писателей Москвы
29. Петров Николай Арнольдович — пианист, президент Академии российского искусства
30. Пиотровский Михаил Борисович — директор Государственного Эрмитажа
31. Пономарёв Николай Афанасьевич — президент Российской академии художеств
32. Приставкин Анатолий Игнатьевич — писатель, член Союза писателей Москвы, председатель Содружества союзов писателей
33. Рязанов Эльдар Александрович — кинорежиссёр
34. Сидоров Валентин Михайлович — председатель правления Союза художников Российской Федерации
35. Сидоров Евгений Юрьевич — министр культуры Российской Федерации
36. Соловьёв Сергей Александрович — кинорежиссёр, председатель Союза кинематографистов Российской Федерации
37. Ульянов Михаил Александрович — председатель Союза театральных деятелей Российской Федерации
38. Хазанов Геннадий Викторович — актёр
39. Церетели Зураб Константинович — вице-президент Российской академии художеств
40. Чудакова Мариэтта Омаровна — литературовед, профессор Литературного института имени А. М. Горького

Указом президента Российской Федерации от 4 июня 1999 г. № 708 из состава Совета исключены Быков Р. А., Красавченко С. Н., Ливнев С. Д., Неизвестный Э. И., Никулин Ю. В., Окуджава Б. Ш., Пономарёв Н. А., Сидоров Е. Ю.; в состав Совета включены:
1. Поллыева Джахан Реджеповна — заместитель руководителя Администрации президента Российской Федерации (заместитель председателя Совета)
2. Молчанов Денис Владимирович — начальник Управления президента Российской Федерации по связям с общественностью и культуре (секретарь Совета)
3. Антонова Ирина Александровна — директор Государственного музея изобразительных искусств имени А. С. Пушкина
4. Белявский Юрий Исаакович — главный редактор газеты «Культура»
5. Врагова Светлана Александровна — художественный руководитель Московского театра «Модернъ»
6. Голутва Александр Алексеевич — председатель Госкино России
7. Егоров Владимир Константинович — министр культуры Российской Федерации
8. Зайцев Владимир Николаевич — директор Российской национальной библиотеки
9. Калягин Александр Александрович — председатель Союза театральных деятелей Российской Федерации
10. Паухова Татьяна Олеговна — главный редактор общероссийского государственного телевизионного канала «Культура»
11. Прусак Михаил Михайлович — губернатор Новгородской области
12. Спиваков Владимир Теодорович — художественный руководитель Российского национального оркестра
13. Сударенков Валерий Васильевич — губернатор Калужской области
14. Радзинский Эдвард Станиславович — драматург
15. Титов Константин Алексеевич — губернатор Самарской области
16. Швидковский Дмитрий Олегович — искусствовед, академик-секретарь Отделения искусствознания Российской академии художеств
17. Швыдкой Михаил Ефимович — председатель ВГТРК
18. Шилов Александр Максович — художник

### 2001 — 2004
Состав Совета:
1. Путин Владимир Владимирович — президент Российской Федерации (председатель Совета)
2. Пиотровский Михаил Борисович — директор Государственного Эрмитажа (заместитель председателя Совета)
3. Абрамов Сергей Александрович — первый заместитель начальника Главного управления внутренней политики президента Российской Федерации (секретарь Совета)
4. Гергиев Валерий Абисалович — художественный руководитель — директор Государственного академического Мариинского театра
5. Губенко Николай Николаевич — председатель Комитета Государственной Думы по культуре и туризму (по согласованию)
6. Жигунов Сергей Викторович — президент гильдии киноактёров России
7. Калинин Николай Николаевич — художественный руководитель и главный дирижер Национального академического оркестра народных инструментов России имени Н. П. Осипова
8. Калягин Александр Александрович — председатель Союза театральных деятелей Российской Федерации
9. Кудрявцев Александр Петрович — президент Российской академии архитектуры и строительных наук
10. Марчевский Анатолий Павлович — директор — художественный руководитель Государственного екатеринбургского цирка
11. Миронов Евгений Витальевич — актёр Московского театра-студии под руководством О. Табакова
12. Михалков Никита Сергеевич — кинорежиссёр, председатель Союза кинематографистов России, президент Российского фонда культуры
13. Мухин Николай Александрович — художник, директор художественной школы «Ярославская икона»
14. Назаров Юрий Владимирович — президент Союза дизайнеров России, член-корреспондент Российской академии художеств
15. Петров Николай Арнольдович — пианист, президент Академии российского искусства
16. Радзинский Эдвард Станиславович — писатель, драматург
17. Райкин Константин Аркадьевич — художественный руководитель Российского государственного театра «Сатирикон» имени А. И. Райкина
18. Расторгуев Николай Вячеславович — артист эстрады
19. Рыбников Алексей Львович — композитор
20. Савинкин Владислав Владимирович — архитектор-дизайнер
21. Табаков Олег Павлович — художественный руководитель Московского художественного академического театра имени А. П. Чехова
22. Федоров Виктор Васильевич — директор Российской государственной библиотеки
23. Хазанов Геннадий Викторович — художественный руководитель Московского государственного театра эстрады
24. Швидковский Дмитрий Олегович — искусствовед, академик-секретарь Отделения искусствознания Российской академии художеств
25. Юдашкин Валентин Абрамович — художник-модельер

Указом президента Российской Федерации от 3 апреля 2002 г. № 308 в состав Совета включен Башмет Юрий Абрамович — альтист, художественный руководитель Государственного камерного оркестра «Солисты Москвы».
Указом президента Российской Федерации от 10 июля 2002 г. № 733 в состав Совета включена Долина Лариса Александровна — артистка эстрады.

### 2004 — 2006
Состав Совета:
1. Путин Владимир Владимирович — президент Российской Федерации (председатель Совета)
2. Пиотровский Михаил Борисович — директор Государственного Эрмитажа (заместитель председателя Совета)
3. Лаптев Юрий Константинович — советник президента Российской Федерации (секретарь Совета)
4. Башмет Юрий Абрамович — альтист, художественный руководитель и главный дирижёр Государственного симфонического оркестра «Новая Россия»
5. Гергиев Валерий Абисалович — художественный руководитель — директор Государственного академического Мариинского театра
6. Губенко Николай Николаевич — художественный руководитель и директор театра «Содружество актёров Таганки»
7. Долина Лариса Александровна — артистка эстрады
8. Жигунов Сергей Викторович — президент гильдии киноактеров России
9. Захарченко Виктор Гаврилович — художественный руководитель Государственного академического Кубанского казачьего хора
10. Калягин Александр Александрович — председатель Союза театральных деятелей Российской Федерации
11. Кудрявцев Александр Петрович — президент Российской академии архитектуры и строительных наук
12. Марчевский Анатолий Павлович — директор — художественный руководитель Государственного екатеринбургского цирка
13. Миронов Евгений Витальевич — актёр Московского театра-студии под руководством О. Табакова
14. Михалков Никита Сергеевич — кинорежиссёр, председатель Союза кинематографистов России, президент Российского фонда культуры
15. Мухин Николай Александрович — художник, директор художественной школы «Ярославская икона»
16. Назаров Юрий Владимирович — президент Союза дизайнеров России
17. Петров Николай Арнольдович — пианист, президент Академии российского искусства
18. Поляков Юрий Михайлович — писатель, главный редактор «Литературной газеты»
19. Радзинский Эдвард Станиславович — писатель, драматург
20. Райкин Константин Аркадьевич — художественный руководитель Российского государственного театра «Сатирикон» имени А. И. Райкина
21. Расторгуев Николай Вячеславович — артист эстрады
22. Рыбников Алексей Львович — композитор
23. Савинкин Владислав Владимирович — архитектор-дизайнер
24. Табаков Олег Павлович — художественный руководитель Московского художественного академического театра имени А. П. Чехова
25. Федоров Виктор Васильевич — директор Российской государственной библиотеки
26. Хазанов Геннадий Викторович — художественный руководитель Московского государственного театра эстрады
27. Швидковский Дмитрий Олегович — искусствовед, академик-секретарь Отделения искусствознания Российской академии художеств
28. Юдашкин Валентин Абрамович — художник-модельер

Распоряжением президента Российской Федерации от 30 августа 2004 г. № 390-рп утверждён состав президиума Совета: Пиотровский М. Б., Лаптев Ю. К., Кудрявцев А. П., Михалков Н. С., Табаков О. П., Фёдоров В. В., Швидковский Д. О.

### 2006 — 2010
Состав Совета:
1. Путин Владимир Владимирович — президент Российской Федерации (председатель Совета)
2. Пиотровский Михаил Борисович — директор Государственного Эрмитажа (заместитель председателя Совета)
3. Лаптев Юрий Константинович — советник президента Российской Федерации (секретарь Совета)
4. Башмет Юрий Абрамович — альтист, художественный руководитель и главный дирижер Государственного симфонического оркестра «Новая Россия»
5. Бондарчук Федор Сергеевич — актёр, кинорежиссёр
6. Василевич Георгий Николаевич — директор Государственного мемориального историко-литературного и природно-ландшафтного музея-заповедника А. С. Пушкина «Михайловское»
7. Гергиев Валерий Абисалович — художественный руководитель — директор Государственного академического Мариинского театра
8. Гуськов Алексей Геннадьевич — актёр, кинопродюсер
9. Долина Лариса Александровна — артистка эстрады
10. Дондурей Даниил Борисович — искусствовед, главный редактор журнала «Искусство кино»
11. Дрожжин Геннадий Александрович — председатель правления ассоциации «Народные художественные промыслы России»
12. Захарова Светлана Юрьевна — солистка балета Государственного академического Большого театра России
13. Захарченко Виктор Гаврилович — художественный руководитель Государственного академического Кубанского казачьего хора
14. Знаменов Вадим Валентинович — генеральный директор Государственного музея-заповедника «Петергоф»
15. Ковальчук Андрей Николаевич — скульптор, первый секретарь Союза художников России
16. Кудрявцев Александр Петрович — президент Российской академии архитектуры и строительных наук
17. Макаревич Андрей Вадимович — музыкант, композитор, автор-исполнитель
18. Мацуев Денис Леонидович — пианист
19. Миронов Евгений Витальевич — актёр Московского театра-студии под руководством О. Табакова
20. Михалков Никита Сергеевич — кинорежиссёр, президент Российского фонда культуры
21. Мухин Николай Александрович — художник, директор художественной школы «Ярославская икона»
22. Плетнев Михаил Васильевич — пианист, дирижёр, художественный руководитель Российского национального оркестра
23. Поляков Юрий Михайлович — писатель, главный редактор «Литературной газеты»
24. Присекин Сергей Николаевич — художник Студии военных художников имени М. Б. Грекова
25. Радзинский Эдвард Станиславович — писатель, драматург
26. Рыбников Алексей Львович — композитор
27. Табаков Олег Павлович — художественный руководитель — директор Московского Художественного академического театра имени А. П. Чехова
28. Темирканов Юрий Хатуевич — дирижёр, художественный руководитель Санкт-Петербургской академической филармонии имени Д. Д. Шостаковича
29. Федоров Виктор Васильевич — директор Российской государственной библиотеки
30. Федосеев Владимир Иванович — художественный руководитель — главный дирижёр Государственного академического Большого симфонического оркестра имени П. И. Чайковского
31. Фокин Валерий Владимирович — художественный руководитель Российского государственного академического театра драмы имени А. С. Пушкина (Александринского)
32. Хакишев Руслан Шалаудинович — режиссёр, художественный руководитель Чеченского государственного драматического театра имени Х. Нурадилова
33. Швидковский Дмитрий Олегович — искусствовед, вице-президент Российской академии художеств
34. Юдашкин Валентин Абрамович — художник-модельер

Указом президента Российской Федерации от 17 марта 2008 г. № 347 из состава Совета исключены Бондарчук Ф. С., Гуськов А. Г., Захарченко В. Г., Кудрявцев А. П., Радзинский Э.С, Рыбников А. Л., Хакишев Р. Ш.; в состав Совета включены:
1. Абдрашитов Вадим Юсупович — кинорежиссёр
2. Маланичева Галина Ивановна — председатель Центрального совета Всероссийского общества охраны памятников истории и культуры
3. Малышев Владимир Сергеевич — ректор Всероссийского государственного института кинематографии имени С. А. Герасимова
4. Подгородинский Глеб Валерьевич — актёр Государственного академического Малого театра России
5. Сокуров Александр Николаевич — кинорежиссёр
6. Тухманов Давид Федорович — композитор
7. Яковлева Елена Алексеевна — актриса Московского театра «Современник»

Распоряжением президента Российской Федерации от 15 февраля 2006 г. № 68-рп утверждён состав президиума Совета: Пиотровский М. Б., Лаптев Ю. К., Дондурей Д. Б., Знаменов В. В., Михалков Н. С., Мухин Н. А., Табаков О. П., Фокин В. В., Швидковский Д. О.
Распоряжением президента Российской Федерации от 7 мая 2007 г. № 227-рп утверждён состав президиума Совета: Пиотровский М. Б., Лаптев Ю. К., Ковальчук А. Н., Михалков Н. С., Мухин Н. А., Табаков О. П., Фокин В. В., Швидковский Д. О.
Распоряжением президента Российской Федерации от 17 марта 2008 г. № 128-рп утверждён состав президиума Совета: Пиотровский М. Б., Лаптев Ю. К., Василевич Г. Н., Ковальчук А. Н., Мацуев Д. Л., Михалков Н. С., Мухин Н. А., Табаков О. П., Фокин В. В.

### 2010 — 2011
Состав Совета:
1. Медведев Дмитрий Анатольевич — президент Российской Федерации (председатель Совета)
2. Пиотровский Михаил Борисович — директор федерального государственного учреждения культуры «Государственный Эрмитаж» (заместитель председателя Совета)
3. Лаптев Юрий Константинович — советник президента Российской Федерации (секретарь Совета)
4. Абдрашитов Вадим Юсупович — кинорежиссёр
5. Арцибашев Сергей Николаевич — художественный руководитель государственного учреждения культуры г. Москвы «Московский академический театр имени Вл. Маяковского»
6. Башмет Юрий Абрамович — альтист, художественный руководитель и главный дирижер федерального государственного учреждения культуры «Государственный симфонический оркестр «Новая Россия»
7. Боков Андрей Владимирович — президент Общероссийской общественной организации «Союз архитекторов России»
8. Василевич Георгий Николаевич — директор федерального государственного учреждения культуры «Государственный мемориальный историко-литературный и природно-ландшафтный музей-заповедник А. С. Пушкина «Михайловское»
9. Гергиев Валерий Абисалович — художественный руководитель — директор федерального государственного учреждения культуры «Государственный академический Мариинский театр»
10. Герман Алексей Алексеевич — кинорежиссёр
11. Долина Лариса Александровна — артистка эстрады
12. Дондурей Даниил Борисович — искусствовед, главный редактор некоммерческого партнерства «Редакция журнала «Искусство кино»
13. Дрожжин Геннадий Александрович — председатель правления ассоциации «Народные художественные промыслы России»
14. Захарова Светлана Юрьевна — балерина
15. Знаменов Вадим Валентинович — президент федерального государственного учреждения культуры «Государственный музей-заповедник «Петергоф»
16. Ковальчук Андрей Николаевич — скульптор, председатель Всероссийской творческой общественной организации «Союз художников России»
17. Кунина Эльвира Семеновна — президент федерального государственного учреждения культуры «Государственный российский дом народного творчества»
18. Маланичева Галина Ивановна — председатель Центрального совета общественной организации «Всероссийское общество охраны памятников истории и культуры»
19. Малышев Владимир Сергеевич — ректор федерального государственного образовательного учреждения высшего и послевузовского профессионального образования «Всероссийский государственный университет кинематографии имени С. А. Герасимова»
20. Мацуев Денис Леонидович — пианист
21. Миронов Евгений Витальевич — актёр, художественный руководитель федерального государственного учреждения культуры «Государственный театр наций»
22. Михалков Никита Сергеевич — кинорежиссёр, президент некоммерческой организации «Российский фонд культуры»
23. Мухин Николай Александрович — художник, генеральный директор общества с ограниченной ответственностью «Школа «Ярославская икона»
24. Поляков Юрий Михайлович — писатель, главный редактор «Литературной газеты» открытого акционерного общества «Издательский дом „Литературная газета“»
25. Табаков Олег Павлович — художественный руководитель — директор федерального государственного учреждения культуры «Московский художественный академический театр имени А. П. Чехова»
26. Темирканов Юрий Хатуевич — дирижёр, художественный руководитель федерального государственного учреждения культуры «Санкт-Петербургская академическая филармония имени Д. Д. Шостаковича»
27. архимандрит Тихон (Шевкунов Георгий Александрович) — наместник Сретенского ставропигиального мужского монастыря Русской православной церкви в г. Москве, ректор Сретенского высшего православного монастырского училища
28. Тухманов Давид Федорович — композитор
29. Федоров Виктор Васильевич — президент федерального государственного учреждения «Российская государственная библиотека»
30. Федосеев Владимир Иванович — художественный руководитель и главный дирижер федерального государственного учреждения культуры «Государственный академический Большой симфонический оркестр имени П. И. Чайковского»
31. Фокин Валерий Владимирович — художественный руководитель федерального государственного учреждения культуры «Российский государственный академический театр драмы имени А. С. Пушкина (Александринский)»
32. Швидковский Дмитрий Олегович — искусствовед, ректор федерального государственного учреждения высшего профессионального образования «Московский архитектурный институт (государственная академия)», вице-президент Российской академии художеств
33. Юдашкин Валентин Абрамович — художник-модельер
34. Яковлева Елена Алексеевна — актриса государственного учреждения культуры г. Москвы «Московский театр «Современник»

Распоряжением президента Российской Федерации от 15 марта 2010 г. № 159-рп  утверждён состав президиума Совета: Пиотровский М. Б., Лаптев Ю. К., Василевич Г. Н., Ковальчук А. Н., Малышев В. С., Мацуев Д. Л., Михалков Н. С., Табаков О. П., Фокин В. В.

### 2011 — 2012
Состав Совета:
1. Медведев Дмитрий Анатольевич — президент Российской Федерации (председатель Совета)
2. Шахназаров Карен Георгиевич — кинорежиссёр, генеральный директор федерального государственного унитарного предприятия «Киноконцерн «Мосфильм» (заместитель председателя Совета)
3. Лаптев Юрий Константинович — советник президента Российской Федерации (секретарь Совета)
4. Абдрашитов Вадим Юсупович — кинорежиссёр
5. Арцибашев Сергей Николаевич — художественный руководитель государственного бюджетного учреждения культуры г. Москвы «Театр на Покровке»
6. Бархатов Василий Алексеевич — театральный режиссёр
7. Башмет Юрий Абрамович — альтист, художественный руководитель и главный дирижер федерального государственного учреждения культуры «Государственный симфонический оркестр «Новая Россия»
8. Боков Андрей Владимирович — президент Общероссийской общественной организации «Союз архитекторов России»
9. Варламов Алексей Николаевич — писатель, историк русской литературы
10. Василевич Георгий Николаевич — директор федерального государственного учреждения культуры «Государственный мемориальный историко-литературный и природно-ландшафтный музей-заповедник А. С. Пушкина «Михайловское»
11. Вершинин Александр Павлович — генеральный директор федерального государственного бюджетного учреждения «Президентская библиотека имени Б. Н. Ельцина»
12. Гергиев Валерий Абисалович — художественный руководитель — директор федерального государственного учреждения культуры «Государственный академический Мариинский театр»
13. Герман Алексей Алексеевич — кинорежиссёр
14. Гриценко Владимир Петрович — директор федерального государственного бюджетного учреждения культуры «Государственный военно-исторический и природный музей-заповедник «Куликово поле»
15. Гурович Игорь Витальевич — дизайнер
16. Долина Лариса Александровна — артистка эстрады
17. Дрожжин Геннадий Александрович — председатель правления ассоциации «Народные художественные промыслы России»
18. Емельянов Роман Александрович — программный директор закрытого акционерного общества «Русское Радио — Евразия»
19. Зеленский Игорь Анатольевич — художественный руководитель балета государственного учреждения культуры г. Москвы «Московский академический музыкальный театр имени народных артистов К. С. Станиславского и Вл. И. Немировича-Данченко»
20. Ковальчук Андрей Николаевич — скульптор, председатель Всероссийской творческой общественной организации «Союз художников России»
21. Макаревич Андрей Вадимович — композитор, поэт, музыкант
22. Маланичева Галина Ивановна — председатель Центрального совета общественной организации «Всероссийское общество охраны памятников истории и культуры»
23. Малышев Владимир Сергеевич — ректор федерального государственного образовательного учреждения высшего и послевузовского профессионального образования «Всероссийский государственный университет кинематографии имени С. А. Герасимова»
24. Мацуев Денис Леонидович — пианист
25. Мечетина Екатерина Васильевна — пианистка
26. Миронов Евгений Витальевич — актёр, художественный руководитель федерального государственного учреждения культуры «Государственный театр наций»
27. Мирошниченко Сергей Валентинович — кинорежиссёр, художественный руководитель студии «Остров»
28. Мухин Николай Александрович — художник, генеральный директор общества с ограниченной ответственностью «Школа «Ярославская икона»
29. Пермякова Александра Андреевна — художественный руководитель федерального государственного учреждения культуры «Государственный академический русский народный хор имени М. Е. Пятницкого»
30. Петров Александр Константинович — художник, кинорежиссер, художественный руководитель Ярославской региональной общественной организации развития анимации «Мастерская Александра Петрова»
31. Пиотровский Михаил Борисович — директор федерального государственного учреждения культуры «Государственный Эрмитаж»
32. Писарев Евгений Александрович — художественный руководитель государственного учреждения культуры г. Москвы «Московский драматический театр имени А. С. Пушкина»
33. Поляков Юрий Михайлович — писатель, главный редактор «Литературной газеты» открытого акционерного общества «Издательский дом «Литературная газета»
34. Свиблова Ольга Львовна — директор государственного бюджетного учреждения культуры г. Москвы «Мультимедийный комплекс актуальных искусств»
35. Спиваков Владимир Теодорович — президент государственного учреждения культуры г. Москвы «Московский международный дом музыки»
36. Табаков Олег Павлович — художественный руководитель — директор федерального государственного учреждения культуры «Московский художественный академический театр имени А. П. Чехова»
37. Тихон (Шевкунов Георгий Александрович) — архимандрит, наместник Сретенского ставропигиального мужского монастыря Русской православной церкви в г. Москве, ректор Сретенского высшего православного монастырского училища
38. Толстой Владимир Ильич — директор федерального государственного бюджетного учреждения культуры «Государственный мемориальный и природный заповедник «Музей-усадьба Л. Н. Толстого «Ясная Поляна», в соответствии с Указом президента Российской Федерации от 8 августа 2012 г. № 1138 — советник президента Российской Федерации (секретарь Совета)
39. Трубочкин Дмитрий Владимирович — директор федерального государственного бюджетного научно-исследовательского учреждения «Государственный институт искусствознания»
40. Федосеев Владимир Иванович — художественный руководитель и главный дирижер федерального государственного учреждения культуры «Государственный академический Большой симфонический оркестр имени П. И. Чайковского»
41. Фокин Валерий Владимирович — художественный руководитель федерального государственного учреждения культуры «Российский государственный академический театр драмы имени А. С. Пушкина (Александринский)»
42. Хотиненко Владимир Иванович — кинорежиссёр, профессор кафедры федерального государственного образовательного учреждения высшего и послевузовского профессионального образования «Всероссийский государственный университет кинематографии имени С. А. Герасимова»
43. Хохлов Михаил Сергеевич — директор государственного бюджетного образовательного учреждения среднего профессионального образования г. Москвы «Московская средняя специальная музыкальная школа (колледж) имени Гнесиных»
44. Цискаридзе Николай Максимович — артист балета федерального государственного бюджетного учреждения культуры «Государственный академический Большой театр России»
45. Шадрин Валерий Иванович — президент Международного союза общественных объединений «Международная конфедерация театральных союзов»
46. Юдашкин Валентин Абрамович — художник-модельер

Распоряжением президента Российской Федерации от 20 июля 2011 г. № 501-рп утверждён состав президиума Совета: Шахназаров К. Г., Лаптев Ю. К., Ковальчук А. Н., Малышев В. С., Пермякова А. А., Трубочкин Д. В., Хотиненко В. И., Хохлов М. С., Шадрин В. И.
Указом президента Российской Федерации от 8 августа 2012 г. № 1138 из состава Совета исключены Медведев Д. А. и Лаптев Ю. К.; в состав Совета включён Путин Владимир Владимирович — президент Российской Федерации (председатель Совета); из состава президиума Совета исключён Лаптев Ю. К.; в состав президиума Совета включён Толстой В. И.

### 2012—2018
Состав Совета:
1. Путин Владимир Владимирович — президент Российской Федерации (председатель Совета)
2. Шахназаров Карен Георгиевич — кинорежиссёр, генеральный директор федерального государственного унитарного предприятия «Киноконцерн „Мосфильм“» (заместитель председателя Совета, по согласованию)
3. Толстой Владимир Ильич — советник президента Российской Федерации (секретарь Совета)
4. Архангельский Александр Николаевич — литературовед, руководитель программы филиала федерального государственного унитарного предприятия «Всероссийская государственная телевизионная и радиовещательная компания» — Государственной телевизионной и радиовещательной компании «Культура» (по согласованию)
5. Башмет Юрий Абрамович — альтист, художественный руководитель и главный дирижёр федерального государственного бюджетного учреждения культуры "Государственный симфонический оркестр «Новая Россия» (по согласованию)
6. Боков Андрей Владимирович — президент Общероссийской общественной организации «Союз архитекторов России» (по согласованию)
7. Варламов Алексей Николаевич — писатель, историк русской литературы (по согласованию)
8. Василевич Георгий Николаевич — директор федерального государственного бюджетного учреждения культуры Государственный мемориальный историко-литературный и природно-ландшафтный музей-заповедник А. С. Пушкина «Михайловское» (по согласованию)
9. Вершинин Александр Павлович — генеральный директор федерального государственного бюджетного учреждения «Президентская библиотека имени Б. Н. Ельцина» (по согласованию)
10. Гергиев Валерий Абисалович — художественный руководитель — директор федерального государственного бюджетного учреждения культуры «Государственный академический Мариинский театр» (по согласованию)
11. Герман Алексей Алексеевич — кинорежиссёр (по согласованию)
12. Говорухин Станислав Сергеевич — кинорежиссёр, председатель Комитета Государственной Думы по культуре (по согласованию)
13. Гриценко Владимир Петрович — директор федерального государственного бюджетного учреждения культуры Государственный военно-исторический и природный музей-заповедник «Куликово поле» (по согласованию)
14. Емельянов Роман Александрович — программный директор, главный редактор закрытого акционерного общества «Русское Радио-Евразия» (по согласованию)
15. Захарова Светлана Юрьевна — артистка балета федерального государственного бюджетного учреждения культуры «Государственный академический Большой театр России» (по согласованию)
16. Зелькова Лариса Геннадьевна — заместитель генерального директора — директор департамента по развитию общественных связей закрытого акционерного общества "Холдинговая компания «Интеррос», генеральный директор некоммерческой благотворительной организации «Благотворительный фонд В. Потанина» (по согласованию)
17. Казарновский Сергей Зиновьевич — директор государственного образовательного учреждения Центр образования № 686 «Класс-Центр» г. Москвы (по согласованию)
18. Калягин Александр Александрович — художественный руководитель государственного бюджетного учреждения культуры г. Москвы «Московский театр „ET CETERA“ под руководством Александра Калягина» (по согласованию)
19. Ковальчук Андрей Николаевич — скульптор, председатель Всероссийской творческой общественной организации «Союз художников России» (по согласованию)
20. Колотурский Александр Николаевич — директор государственного автономного учреждения культуры Свердловской области «Свердловская ордена Трудового Красного Знамени государственная академическая филармония» (по согласованию)
21. Курбатов Валентин Яковлевич — литературный критик, литературовед, писатель (по согласованию)
22. Маланичева Галина Ивановна — председатель Центрального совета общественной организации «Всероссийское общество охраны памятников истории и культуры» (по согласованию)
23. Малышев Bладимир Сергеевич — ректор федерального государственного бюджетного образовательного учреждения высшего и послевузовского профессионального образования «Всероссийский государственный университет кинематографии имени С. А. Герасимова» (по согласованию)
24. Мацуев Денис Леонидович — пианист (по согласованию)
25. Мечетина Екатерина Васильевна — пианистка (по согласованию)
26. Миронов Евгений Витальевич — актёр, художественный руководитель федерального государственного бюджетного учреждения культуры «Государственный театр наций» (по согласованию)
27. Мирошниченко Сергей Валентинович — кинорежиссёр, художественный руководитель студии «Остров» (по согласованию)
28. Михайлов Константин Петрович — координатор общественного движения «Архнадзор» (по согласованию)
29. Михайловский Семён Ильич — ректор государственного образовательного учреждения высшего профессионального образования «Санкт-Петербургский государственный академический институт живописи, скульптуры и архитектуры имени И. Е. Репина» (по согласованию)
30. Мугадова Марита Велихановна — директор государственного бюджетного учреждения культуры «Республиканский дом народного творчества» Министерства культуры Республики Дагестан (по согласованию)
31. Пермякова Александра Андреевна — художественный руководитель федерального государственного бюджетного учреждения культуры «Государственный академический русский народный хор имени М. Е. Пятницкого» (по согласованию)
32. Перфилова Валерия Юрьевна — артистка эстрады (по согласованию)
33. Петров Александр Константинович — художник, кинорежиссёр, художественный руководитель Ярославской региональной общественной организации развития анимации «Мастерская Александра Петрова» (по согласованию)
34. Пиотровский Михаил Борисович — генеральный директор федерального государственного бюджетного учреждения культуры «Государственный Эрмитаж» (по согласованию)
35. Писарев Евгений Александрович — художественный руководитель государственного бюджетного учреждения культуры г. Москвы «Московский драматический театр имени А. С. Пушкина» (по согласованию)
36. Погудин Олег Евгеньевич — артист эстрады (по согласованию)
37. Поляков Юрий Михайлович — писатель, президент автономной некоммерческой организации «Редакция „Литературной газеты“», главный редактор «Литературной газеты» (по согласованию)
38. Рехтин Константин Викторович — главный режиссёр бюджетного учреждения культуры Омской области «Омский государственный Северный драматический театр имени М. А. Ульянова» (по согласованию)
39. Сарабьянов Владимир Дмитриевич — художник-реставратор, главный искусствовед федерального государственного унитарного предприятия «Межобластное научно-реставрационное художественное управление» (по согласованию)
40. Свиблова Ольга Львовна — директор государственного бюджетного учреждения культуры и образования г. Москвы «Мультимедийный комплекс актуальных искусств» (по согласованию)
41. Сокуров Александр Николаевич — кинорежиссёр (по согласованию)
42. Спиваков Владимир Теодорович — президент государственного учреждения культуры г. Москвы «Московский международный Дом музыки» (по согласованию)
43. Табаков Олег Павлович — художественный руководитель — директор федерального государственного бюджетного учреждения культуры «Московский Художественный академический театр имени А. П. Чехова» (по согласованию)
44. Тихон (Шевкунов Георгий Александрович) — архимандрит, наместник Московского Сретенского монастыря, ответственный секретарь Патриаршего совета по культуре (по согласованию)
45. Трубочкин Дмитрий Владимирович — директор федерального государственного бюджетного научно-исследовательского учреждения «Государственный институт искусствознания» (по согласованию)
46. Фокин Валерий Владимирович — художественный руководитель федерального государственного бюджетного учреждения культуры «Российский государственный академический театр драмы имени А. С. Пушкина (Александринский)» (по согласованию)
47. Харисов Ренат Магсумович — поэт, общественный деятель (по согласованию)
48. Хотиненко Владимир Иванович — кинорежиссёр, профессор кафедры федерального государственного бюджетного образовательного учреждения высшего и послевузовского профессионального образования «Всероссийский государственный университет кинематографии имени С. А. Герасимова» (по согласованию)
49. Хохлов Михаил Сергеевич — директор государственного бюджетного образовательного учреждения среднего профессионального образования «Московская средняя специальная музыкальная школа (колледж) имени Гнесиных» (по согласованию)
50. Цискаридзе Николай Максимович — артист балета федерального государственного бюджетного учреждения культуры «Государственный академический Большой театр России» (по согласованию)
51. Шадрин Валерий Иванович — президент Международного союза общественных объединений «Международная конфедерация театральных союзов» (по согласованию)
52. Швидковский Дмитрий Олегович — ректор федерального государственного бюджетного образовательного учреждения высшего профессионального образования «Московский архитектурный институт (государственная академия)» (по согласованию)
53. Шолохов Александр Михайлович — директор федерального государственного бюджетного учреждения культуры «Государственный музей-заповедник М. А. Шолохова» (по согласованию)
54. Шумаков Сергей Леонидович — директор филиала федерального государственного унитарного предприятия «Всероссийская государственная телевизионная и радиовещательная компания» — Государственной телевизионной и радиовещательной компании «Культура» (по согласованию)
55. Эйдинова Наталия Семёновна — директор муниципального бюджетного образовательного учреждения дополнительного образования детей "Детская школа искусств «Этнос» (по согласованию)
56. Эйфман Борис Яковлевич — художественный руководитель — директор Санкт-Петербургского государственного бюджетного учреждения культуры «Академический театр Балета под руководством Бориса Эйфмана» (по согласованию)
57. Юдашкин Валентин Абрамович — художник-модельер (по согласованию)
58. Ямпольская Елена Александровна — главный редактор открытого акционерного общества «Редакция газеты „Культура“» (по согласованию)
59. Яничек Вероника Александровна — директор государственного бюджетного образовательного учреждения дополнительного образования детей Архангельской области «Детская музыкальная школа № 1 Баренцева региона» (по согласованию)

Распоряжением президента Российской Федерации от 19 сентября 2012 г. № 425-рп утверждён состав президиума Совета: Шахназаров К. Г., Толстой В. И., Архангельский А. Н., Варламов А. Н., Зелькова Л. Г., Ковальчук А. Н., Пиотровский М. Б., Сарабьянов В. Д., Сокуров А. Н., Спиваков В. Т., архимандрит Тихон (Шевкунов Г. А.), Трубочкин Д. В., Фокин В. В., Швидковский Д. О., Ямпольская Е. А.
Распоряжением президента Российской Федерации от 27 января 2014 г. № 15-рп утверждён состав президиума Совета: Шахназаров К. Г., Толстой В. И., Архангельский А. Н., Варламов А. Н., Емельянов Р. А., Ковальчук А. Н., Мечетина Е. В., Пиотровский М. Б., Поляков Ю. М., Спиваков В. Т., архимандрит Тихон (Шевкунов Г. А.), Фокин В. В., Шолохов А. М., Шумаков С. Л., Ямпольская Е. А.
Состав президиума Совета в 2016—2018 гг.: Шахназаров К. Г., Толстой В. И., Варламов А. Н., Гриценко В. П., Емельянов Р. А., Мечетина Е. В., Михайловский С. И., Пиотровский М. Б., Поляков Ю. М., Спиваков В. Т., архимандрит Тихон (Шевкунов Г. А.), Фокин В. В., Шолохов А. М., Шумаков С. Л., Ямпольская Е. А.

### 2018 — 2024
Состав Совета:
1. Путин Владимир Владимирович — президент Российской Федерации (председатель Совета)
2. Шахназаров Карен Георгиевич — кинорежиссёр, генеральный директор федерального государственного унитарного предприятия "Киноконцерн «Мосфильм» (заместитель председателя Совета)
3. Толстой Владимир Ильич — советник президента Российской Федерации (секретарь Совета)
4. Афанасьев Михаил Дмитриевич — директор федерального государственного бюджетного учреждения культуры «Государственная публичная историческая библиотека России», президент Российской библиотечной ассоциации
5. Башмет Юрий Абрамович — альтист, художественный руководитель и главный дирижёр федерального государственного бюджетного учреждения культуры "Государственный симфонический оркестр «Новая Россия» (по согласованию)
6. Бертман Дмитрий Александрович — генеральный директор — художественный руководитель государственного бюджетного учреждения культуры г. Москвы «Московский музыкальный театр „Геликон-опера“ под руководством Дмитрия Бертмана» (по согласованию)
7. Бондарчук, Фёдор Сергеевич — кинорежиссёр, продюсер, актёр, председатель совета директоров акционерного общества "Киностудия «Ленфильм» (по согласованию)
8. Борисов Андрей Александрович — исполнительный директор государственного краевого бюджетного учреждения культуры «Пермский государственный ордена Трудового Красного Знамени академический театр оперы и балета имени П. И. Чайковского» (по согласованию)
9. Букова Мария Игоревна — директор краевого государственного бюджетного учреждения культуры "Музейный центр «Площадь Мира» (по согласованию)
10. Бычков Михаил Владимирович — художественный руководитель автономного учреждения культуры Воронежской области «Воронежский камерный театр» (по согласованию)
11. Варламов Алексей Николаевич — писатель, историк русской литературы, ректор федерального государственного бюджетного образовательного учреждения высшего образования «Литературный институт имени А. М. Горького» (по согласованию)
12. Водолазкин Евгений Германович — писатель, литературовед (по согласованию)
13. Гагарина Полина Сергеевна — артистка эстрады (по согласованию)
14. Гергиев Валерий Абисалович — художественный руководитель — директор федерального государственного бюджетного учреждения культуры «Государственный академический Мариинский театр»
15. Гриценко Владимир Петрович — директор федерального государственного бюджетного учреждения культуры Государственный военно-исторический и природный музей-заповедник «Куликово поле»
16. Демидов Артём Геннадьевич — председатель центрального совета Всероссийской общественной организации «Всероссийское общество охраны памятников истории и культуры» (по согласованию)
17. Добродеев Олег Борисович — генеральный директор ВГТРК
18. Запашный Эдгард Вальтерович — артист цирка, генеральный директор государственного унитарного предприятия г. Москвы «Большой Московский государственный цирк на проспекте Вернадского» (по согласованию)
19. Захарова Светлана Юрьевна — артистка балета — ведущий мастер сцены федерального государственного бюджетного учреждения культуры «Государственный академический Большой театр России» (по согласованию)
20. Исламуратова Елена Евгеньевна — директор автономного учреждения Ханты-Мансийского автономного округа — Югры «Окружной Дом народного творчества» (по согласованию)
21. Калягин Александр Александрович — художественный руководитель государственного бюджетного учреждения культуры г. Москвы «Московский театр „ЕТ CETERA“ под руководством Александра Калягина», председатель Общероссийской общественной организации «Союз театральных деятелей Российской Федерации (Всероссийское театральное общество)» (по согласованию)
22. Князев Евгений Владимирович — ректор федерального государственного бюджетного образовательного учреждения высшего образования «Театральный институт имени Бориса Щукина при Государственном академическом театре имени Евгения Вахтангова»
23. Ковальчук Андрей Николаевич — скульптор, председатель Всероссийской творческой общественной организации «Союз художников России» (по согласованию)
24. Крутой Игорь Яковлевич — композитор, продюсер (по согласованию)
25. Курбатов Валентин Яковлевич — литературный критик, литературовед, писатель (по согласованию)
26. Мажидов Аднан Хамидович — художественный руководитель государственного автономного учреждения Государственный ансамбль танца «Вайнах» (по согласованию)
27. Малышев Bладимир Сергеевич — ректор федерального государственного бюджетного образовательного учреждения высшего образования «Всероссийский государственный институт кинематографии имени С. А. Герасимова»
28. Матвиенко Игорь Игоревич — композитор, продюсер (по согласованию)
29. Мацуев Денис Леонидович — пианист (по согласованию)
30. Машков Владимир Львович — актёр, художественный руководитель государственного бюджетного учреждения культуры г. Москвы «Московский театр под руководством О. Табакова» (по согласованию)
31. Мельникова, Светлана Евгеньевна — пенсионерка, заслуженный работник культуры РФ
32. Мечетина Екатерина Васильевна — пианистка (по согласованию)
33. Миронов Евгений Витальевич — актёр, художественный руководитель федерального государственного бюджетного учреждения культуры «Государственный театр наций»
34. Мирошниченко Сергей Валентинович — кинорежиссёр, художественный руководитель автономной некоммерческой организации Культурно-историческая студия по созданию документального кино «Остров» (по согласованию)
35. Михайловский Семён Ильич — ректор государственного образовательного учреждения высшего профессионального образования «Санкт-Петербургский государственный академический институт живописи, скульптуры и архитектуры имени И. Е. Репина при Российской академии художеств»
36. Кончаловский Андрей Сергеевич — кинорежиссёр, продюсер (по согласованию)
37. Музычук Валентина Юрьевна — заместитель директора федерального государственного бюджетного учреждения науки Институт экономики Российской академии наук (по согласованию)
38. Петров Александр Константинович — художник, кинорежиссёр, художественный руководитель Ярославской региональной общественной организации развития анимации «Мастерская Александра Петрова» (по согласованию)
39. Пиотровский Михаил Борисович — генеральный директор федерального государственного бюджетного учреждения культуры «Государственный Эрмитаж» (по согласованию)
40. Погудин Олег Евгеньевич — артист эстрады (по согласованию)
41. Рогах Анастасия Александровна (Анастасия Орлова) — детский писатель
42. Рыбников Алексей Львович — композитор, художественный руководитель государственного бюджетного учреждения культуры г. Москвы «Московская государственная творческая мастерская под руководством Алексея Рыбникова», председатель совета Всероссийской общественной организации «Союз композиторов России» (по согласованию)
43. Солженицына Наталия Дмитриевна — общественный деятель, президент Русского благотворительного фонда Александра Солженицына (по согласованию)
44. Спиваков Владимир Теодорович — президент государственного бюджетного учреждения культуры г. Москвы «Московский международный Дом музыки» (по согласованию)
45. Тихон (Шевкунов Георгий Александрович) — митрополит Псковский и Порховский, председатель Патриаршего совета по культуре (по согласованию)
46. Трегулова Зельфира Исмаиловна — генеральный директор федерального государственного бюджетного учреждения культуры "Всероссийское музейное объединение «Государственная Третьяковская галерея»
47. Урин Владимир Георгиевич — генеральный директор федерального государственного бюджетного учреждения культуры «Государственный академический Большой театр России»
48. Фокин Валерий Владимирович — художественный руководитель федерального государственного бюджетного учреждения культуры «Российский государственный академический театр драмы имени А. С. Пушкина (Александринский)» (по согласованию)
49. Цискаридзе Николай Максимович — ректор федерального государственного бюджетного образовательного учреждения высшего образования «Академия Русского балета имени А. Я. Вагановой» (по согласованию)
50. Шалай Виктор Алексеевич — директор краевого государственного автономного учреждения культуры «Приморский государственный объединенный музей имени В. К. Арсеньева» (по согласованию)
51. Шалашов Алексей Алексеевич — генеральный директор федерального государственного бюджетного учреждения культуры «Московская государственная академическая филармония», президент Союза концертных организаций России
52. Шолохов Александр Михайлович — президент некоммерческого партнерства «Российский комитет Международного совета музеев», заместитель председателя Комитета Государственной Думы по культуре (по согласованию)
53. Шумаков Николай Иванович — президент Общероссийской творческой профессиональной общественной организации «Союз архитекторов России» (по согласованию)
54. Эйфман Борис Яковлевич — художественный руководитель — директор Санкт-Петербургского государственного бюджетного учреждения культуры «Академический театр Балета под руководством Бориса Эйфмана» (по согласованию)
55. Юдашкин Валентин Абрамович — художник-модельер (по согласованию)
56. Ямпольская Елена Александровна — председатель Комитета Государственной Думы по культуре (по согласованию)

Состав президиума Совета: Шахназаров К. Г., Толстой В. И., Варламов А. Н., Гриценко В. П., Матвиенко И. И., Музычук В. Ю., Пиотровский М. Б., Рыбников А. Л., Спиваков В. Т., митрополит Тихон (Шевкунов Г. А.), Трегулова З. И., Урин В. Г., Фокин В. В., Шалашов А. А., Ямпольская Е. А.

### С 2024
Состав Совета:
1. Путин Владимир Владимирович — президент Российской Федерации (председатель Совета)
2. Шахназаров Карен Георгиевич — кинорежиссёр, генеральный директор федерального государственного унитарного предприятия "Киноконцерн «Мосфильм»" (заместитель председателя Совета)
3. Мединский Владимир Ростиславович — помощник президента Российской Федерации (секретарь Совета)
4. Абдразаков Ильдар Амирович — певец (по согласованию)
5. Аристархов Владимир Владимирович — директор федерального государственного бюджетного научно-исследовательского учреждения «Российский научно-исследовательский институт культурного и природного наследия имени Д. С. Лихачёва»
6. Бак Дмитрий Петрович — директор федерального государственного бюджетного учреждения культуры «Государственный музей истории российской литературы имени В. И. Даля»
7. Баланова Светлана Евгеньевна — генеральный директор акционерного общества «Национальная Медиа Группа» (по согласованию)
8. Башмет Юрий Абрамович — альтист, художественный руководитель федерального государственного бюджетного учреждения культуры "Государственный симфонический оркестр «Новая Россия»"
9. Богданова Елена Викторовна — директор федерального государственного бюджетного учреждения культуры "Государственный историко-архитектурный и этнографический музей-заповедник «Кижи»"
10. Борисов Андрей Александрович — генеральный директор государственного бюджетного учреждения культуры г. Москвы «Московский академический Музыкальный театр имени народных артистов К. С. Станиславского и Вл. И. Немировича-Данченко» (по согласованию)
11. Брызгалов Михаил Аркадьевич — генеральный директор федерального государственного бюджетного учреждения культуры «Российский национальный музей музыки»
12. Вайнштейн Тимур Леонидович — генеральный продюсер акционерного общества «Телекомпания НТВ» (по согласованию)
13. Верещагин Леонид Эмильевич — продюсер, генеральный директор общества с ограниченной ответственностью «Студия "ТРИТЭ" Никиты Михалкова» (по согласованию)
14. Волкова Наталья Марковна — генеральный директор — художественный руководитель государственного бюджетного учреждения Донецкой Народной Республики «Донецкий государственный академический музыкально-драматический театр имени М. М. Бровуна» (по согласованию)
15. Гагарина Полина Сергеевна — артистка эстрады (по согласованию)
16. Гергиев Валерий Абисалович — художественный руководитель — директор федерального государственного бюджетного учреждения культуры «Государственный академический Мариинский театр», генеральный директор федерального государственного бюджетного учреждения культуры «Государственный академический Большой театр России»
17. Демидов Артём Геннадьевич — председатель Всероссийской общественной организации «Всероссийское общество охраны памятников истории и культуры» (по согласованию)
18. Добродеев Олег Борисович — генеральный директор ВГТРК
19. Дуда Вадим Валерьевич — генеральный директор федерального государственного бюджетного учреждения «Российская государственная библиотека», президент Российской библиотечной ассоциации
20. Жаров Александр Александрович — генеральный продюсер акционерного общества «Газпром-Медиа Холдинг» (по согласованию)
21. Зайцев Николай Вячеславович — художественный руководитель Уральского государственного академического русского народного хора государственного автономного учреждения культуры Свердловской области «Уральский центр народного искусства имени Е. П. Родыгина» (по согласованию)
22. Запашный Эдгард Вальтерович — артист цирка, генеральный директор государственного унитарного предприятия г. Москвы «Большой Московский государственный цирк на проспекте Вернадского» (по согласованию)
23. Захарова Светлана Юрьевна — исполняющая обязанности ректора федерального государственного бюджетного образовательного учреждения высшего образования «Московская государственная академия хореографии»
24. Иванов Николай Фёдорович — председатель правления Общероссийской общественной организации «Союз писателей России» (по согласованию)
25. Ковальчук Андрей Николаевич — скульптор, председатель Всероссийской творческой общественной организации «Союз художников России» (по согласованию)
26. Крутой Игорь Яковлевич — композитор, продюсер (по согласованию)
27. Куценко Александра Кирилловна — директор государственного бюджетного учреждения дополнительного образования Краснодарского края «Специализированная детская музыкальная школа слепых и слабовидящих детей» (по согласованию)
28. Левыкин Алексей Константинович — генеральный директор федерального государственного бюджетного образовательного учреждения культуры «Государственный исторический музей»
29. Любимов Борис Николаевич — исполняющий обязанности ректора федерального государственного бюджетного образовательного учреждения высшего образования «Высшее театральное училище (институт) им. М. С. Щепкина при Государственном академическом Малом театре России»
30. Магомедов Джамбулат Мусаевич — художественный руководитель государственного бюджетного учреждения «Академический заслуженный ансамбль танца Дагестана "Лезгинка"» (по согласованию)
31. Матвиенко Игорь Игоревич — композитор, продюсер (по согласованию)
32. Мацуев Денис Леонидович — пианист, солист федерального государственного бюджетного учреждения культуры «Московская государственная академическая филармония» (по согласованию)
33. Машков Владимир Львович — председатель Общероссийской общественной организации «Союз театральных деятелей Российской Федерации (Всероссийское театральное общество)» (по согласованию)
34. Миронов Евгений Витальевич — художественный руководитель федерального государственного бюджетного учреждения культуры «Государственный театр наций»
35. Митрофанова Софья Тристановна — генеральный продюсер общества с ограниченной ответственностью «МТС Медиа» (по согласованию)
36. Михалков Никита Сергеевич — кинорежиссёр, председатель Общероссийской общественной организации «Союз кинематографистов Российской Федерации», председатель Общероссийской общественно-государственной организации «Российский фонд культуры» (по согласованию)
37. Намдаков Даши Бальжанович — скульптор (по согласованию)
38. Пахомова Наталья Владимировна — ректор федерального государственного бюджетного учреждения высшего образования «Российский государственный институт сценических искусств»
39. Пиотровский Михаил Борисович — генеральный директор федерального государственного бюджетного учреждения культуры «Государственный Эрмитаж»
40. Попов Илья Александрович — продюсер, президент Ассоциации организаций индустрии анимационного кино (по согласованию)
41. Прилепин Евгений Николаевич (Захар Прилепин) — писатель (по согласованию)
42. Проничева Екатерина Владимировна — генеральный директор федерального государственного бюджетного учреждения культуры «Государственный Владимиро-Суздальский историко-архитектурный и художественный музей-заповедник»
43. Рыбников Алексей Львович — композитор, художественный руководитель государственного бюджетного учреждения культуры г. Москвы «Московская государственная творческая мастерская под руководством Алексея Рыбникова», художественный руководитель государственного бюджетного учреждения культуры г. Москвы «Московское Театрально-Концертное Музыкальное Объединение "Градский-Холл"» (по согласованию)
44. Рыжинский Александр Сергеевич — ректор федерального государственного бюджетного образовательного учреждения высшего образования «Российская академия музыки имени Гнесиных»
45. Слащёва Юлиана Юрьевна — председатель совета директоров акционерного общества «Киностудия "Союзмультфильм"», генеральный директор акционерного общества «Киностудия детских и юношеских фильмов им. М. Горького», председатель правления Ассоциации организаций индустрии анимационного кино (по согласованию)
46. Солженицына Наталия Дмитриевна — президент Русского благотворительного фонда Александра Солженицына (по согласованию)
47. Спиваков Владимир Теодорович — президент государственного бюджетного учреждения культуры г. Москвы «Московский международный Дом музыки» (по согласованию)
48. Стародубцев Вячеслав Васильевич — исполняющий обязанности ректора федерального государственного бюджетного образовательного учреждения высшего образования «Новосибирская государственная консерватория имени М. И. Глинки»
49. Тихон (Шевкунов Георгий Александрович) — митрополит Симферопольский и Крымский, председатель религиозной организации «Патриарший совет по культуре Русской Православной Церкви» (по согласованию)
50. Хабенский Константин Юрьевич — художественный руководитель — директор федерального государственного бюджетного учреждения культуры «Московский Художественный академический театр имени А. П. Чехова»
51. Цискаридзе Николай Максимович — исполняющий обязанности ректора федерального государственного бюджетного образовательного учреждения высшего образования «Академия Русского балета имени А. Я. Вагановой»
52. Шалай Виктор Алексеевич — директор федерального государственного бюджетного учреждения культуры «Государственный объединенный музей-заповедник истории Дальнего Востока имени В. К. Арсеньева»
53. Шалашов Алексей Алексеевич — генеральный директор федерального государственного бюджетного учреждения культуры «Московская государственная академическая филармония», президент Союза концертных организаций России
54. Швидковский Дмитрий Олегович — ректор федерального государственного бюджетного образовательного учреждения высшего образования «Московский архитектурный институт (государственная академия)», президент федерального государственного бюджетного учреждения «Российская академия архитектуры и строительных наук»
55. Эйфман Борис Яковлевич — художественный руководитель — президент Санкт-Петербургского государственного бюджетного учреждения культуры «Академический театр Балета Бориса Эйфмана» (по согласованию)
56. Эрнст Константин Львович — генеральный директор акционерного общества «Первый канал» (по согласованию)
57. Юрченко Инесса Юрьевна — генеральный продюсер общества с ограниченной ответственностью «Триикс Медиа» (по согласованию)

Состав президиума Совета: Шахназаров К. Г., Мединский В. Р., Аристархов В. В., Матвиенко И. И., Машков В. Л., Миронов Е. В., Михалков Н. С., Пиотровский М. Б., Проничева Е. В., Спиваков В. Т., митрополит Тихон (Шевкунов Г. А.), Шалашов А. А.